# IC 1004/2
IC 1004/2 је галаксија у сазвијежђу Волар која се налази на листи објеката дубоког неба у Индекс каталогу.
Деклинација објекта је + 17° 39' 54" а ректасцензија 14h 20m 49,7s. Привидна величина (магнитуда) објекта IC 1004 износи 14,5 а фотографска магнитуда 15,5.